# Cobra (Screenreader)
COBRA ist ein Screenreader, das heißt ein Bildschirmleseprogramm für Microsoft Windows. Die Software wurde von der in Wiesenbach in Baden-Württemberg ansässigen Baum Retec AG entwickelt. Erstmals wurde sie im November 2008 in der Version 8 freigegeben.
Die Firma VisioBraille GmbH bietet nach Übernahme der Assets des insolventen Vorgängerunternehmens, weiterhin Hilfe in Bezug auf den Screenreader COBRA, dessen Download und Lizenz-Aktivierung an. Die hauseigenen Braillezeilen werden zudem vollumfänglich unterstützt.

## Geschichte
COBRA ist der gemeinsame Nachfolger der beiden ebenfalls deutschen Screenreader Blindows des ehemaligen Unternehmens Frank Audiodata (später Audiodata GmbH) sowie VIRGO von Baum.
Nach dem Aufkauf des Unternehmens Frank Audiodata durch Baum 2004 und dessen Umfirmierung in Audiodata GmbH waren zwei völlig unterschiedliche Screenreader im Hause. Fortan arbeiteten die beiden Entwicklerteams an einem gemeinsamen Screenreader.
Die Entwicklungen von Blindows und Virgo wurde 2006 eingestellt.
Im November 2008 wurde mit COBRA 8 die erste Version des neuen Entwicklungszweigs veröffentlicht, Version 8.1 folgte im April 2009. Diese Versionen beinhalteten nur Braille- und Sprachausgabe; eine Vergrößerungskomponente fehlte noch. Auch wurde noch der WebFormator, ein Add-on für den Internet Explorer aus demselben Hause, für das Lesen von Webseiten verwendet.
Im Januar 2010 wurde COBRA 9 veröffentlicht. Diese Version beinhaltete nun auch eine Vergrößerungfunktion. Zudem wurde der zu diesem Zeitpunkt veraltete WebFormator durch den in COBRA fest integrierten COBRA-Explorer ersetzt. Version 9.1 erschien im Dezember 2010, Version 10 im November 2012.
COBRA 11, das für Windows 8 und 10 konzipiert ist, wurde im Mai 2016 freigegeben.

## Funktionen
Die Funktionen von Cobra umfassen die Texterkennung bei Bildern, das Einsetzen selbst definierter Textbausteine, eine akustische Sanduhr bei lange dauernden Operationen, Braillezeilensplitting, die Unterstützung für mehrere an einem Rechner betriebene Braillezeilen, sowie die Verwaltung von Mobiltelefonen und Mobilgeräten, TASO-Unterstützung und die Erweiterbarkeit mittels Visual Basic Script.

## Kompatibilität
COBRA 11 läuft unter den Betriebssystemen  Windows 8 sowie Windows 10.
COBRA 10 läuft unter den Betriebssystemen Windows XP, Windows Vista sowie Windows 7.